# Rakesh Sharma
Rakesh Sharma (Punjab, 13 de janeiro de 1949) foi o primeiro e até hoje único (2010) cosmonauta indiano, tripulante da missão Soyuz T-11 lançada ao espaço em 2 de abril de 1984 como parte do programa espacial soviético Intercosmos. 
Piloto e líder de esquadrão da força aérea indiana, Sharma passou sete dias em órbita a bordo da estação Salyut 7, realizando fotografias multi-espectrais do noroeste da Índia, tendo em vista o planejamento da construção de diversas usinas hidrelétricas nas encostas indianas do Himalaia. Ainda a bordo da Salyut, ele foi o primeiro a experimentar elaboradas sessões de ioga em gravidade zero. 
Ele foi protagonista de um famoso incidente diplomático ocorrido na missão, acontecido durante sua conversa em órbita com a Primeira-Ministra Indira Gandhi; perguntado por ela como a Índia se parecia vista do espaço, Sharma respondeu que parecia melhor que todo o resto do mundo, frase inicial de um conhecido poema indiano, mas que causou constrangimento entre seus companheiros soviéticos e com os diretores do programa espacial.
De volta da missão, recebeu a condecoração de Herói da União Soviética e a maior condecoração civil da Índia, a Ashoka Chakra, junto com os tripulantes soviéticos Gennady Strekalov e Yuri Malyshev.
Hoje retirado das operações na força aérea, ele faz parte do grupo de cientistas espaciais indianos reunidos pela Organização de Pesquisa Espacial da Índia, que recebeu do governo o sinal verde para a ampliação dos estudos e experiências capazes de levar uma nave tripulada indiana ao espaço no futuro.